# کنجی اوکاموتو
کنجی اوکاموتو (ژاپنی: 岡本 賢二؛ زادهٔ ۱۵ مهٔ ۱۹۷۱) یک بازیکن فوتبال اهل ژاپن است.
از باشگاه‌هایی که در آن بازی کرده‌است می‌توان به باشگاه فوتبال کاشیما آنتلرز اشاره کرد.